# Åke Ahlström (företagsledare)
Åke Henning Ahlström, född 8 augusti 1923 i Ronneby, död 19 maj 2021 i Göteborg, var en svensk civilingenjör och företagsledare.
Ahlström tog reservofficersexamen 1944 och var kapten i Wendes artilleriregementes reserv från 1962. Han tog civilingenjörsexamen vid Kungliga Tekniska högskolan 1948, anställdes som ingenjör vid Sieverts Kabelverk 1948, blev försäljningschef vid AB Elektromekano i Helsingborg 1955, AB Elektrokoppar i Helsingborg 1958, var verkställande direktör där 1960–1965, och verkställande direktör för Asea-Skandia 1964–1970, verkställande direktör för ESAB 1970–1980, verkställande direktör för Uddeholms AB 1980–1981 och verkställande direktör för Västsvenska handelskammaren 1981–1989. Han var också Norges generalkonsul i Göteborg från 1984. Åke Ahlström är begravd på Östra kyrkogården i Göteborg.